# 화양고가도로
화양고가도로(華陽高架道路)는 서울특별시 광진구 화양동 151번지 동2로에 설치된 220m 길이의 고가 차도였다.
1979년 12월 31일에 완공되었다. 그러나, 2000년대에 들어서 노후화 문제와 교통 방해 문제가 발생해서, 2011년에 화양고가를 철거하기로 결정하였다.
2011년 1월 15일부터 철거를 시작하였으며, 2월 28일에 완전 철거되었다.

## 같이 보기
- 아현고가도로
- 청계고가도로
- 약수고가도로
- 홍제고가도로
- 노량진고가도로

## 참고
1. ↑  화양·노량진 고가차도 15일부터 철거 매일경제, 2011.01.13
2. ↑  화양고가차도 철거 완료…1일부터 개통 노컷뉴스, 2011.2.28